# (36102) 1999 RA116
1999 RA116 (asteroide 36102) é um asteroide da cintura principal. Possui uma excentricidade de 0.20215510 e uma inclinação de 14.41935º.
Este asteroide foi descoberto no dia 9 de setembro de 1999 por LINEAR em Socorro.